# 普拉蒂圣若亚敬堂
普拉蒂圣若亚敬堂（義大利語：Chiesa San Gioacchino in Prati）是一座罗马天主教教堂，位于意大利罗马普拉蒂区的via Pompeo Magno, piazza dei Quiriti。该堂供奉圣母玛利亚的父母若亚敬，于1891年至1898年期間興建。1911年6月6日由Pietro Respighi枢机祝圣。1960年，教宗若望二十三世将其封为枢机的领衔堂区。

## 領銜司鐸列表
- Bernard Alfrink（1960年－1987年）
- Michele Giordano（1988年－2010年）
- 良保·若瑟·布雷內斯·索洛薩諾（2014年至今）

41°54′36″N 12°27′54″E / 41.91000°N 12.46500°E